# Випсанија Агрипина
Випсанија Агрипина (лат. Vipsania Agrippina) била је прва жена римског цара Тиберија. Била је ћерка Марка Випсанија Агрипе и Атике, и тиме унука Тита Помпонија Атика, најбољег пријатеља Цицерона.

## Биографија
Њен отац Марко Випсаније Агрипа и Август су заручили Випсанију за Тиберија пре њеног првог рођендана. Венчали су се око 19. године п. н. е. Њихов син, Друз Јулије Цезар, рођен је 14. п. н. е.
Иако су Випсанија и Тиберије уживали у срећном браку, Август је наредио њихов развод након смрти Випсанијиног оца, који је био ожењен Августовом ћерком, Јулијом Старијом. Иако је Тиберије желео да остане у браку са Випсанијом и презирао Јулију због њене наводне неверности, Август га је верио са Јулијом како би повезао Тиберијеву растућу моћ са Јулијанском породицом. У време њиховог развода, Випсанија је била трудна са другим дететом, које није преживело.
Тиберије се 11. п. н. е. развео од Випсаније против своје воље (non sine magno angore animi [„не без великог душевног бола”], како пише Светоније) и никада није престао да жали због те одлуке. Једном приликом, Тиберије је угледао Випсанију и пратио је с упорним и сузним погледом. Предузете су мере да се избегну даљи непријатни сусрети са њом.
Исте године, она се удала за Гаја Асинија Гала, сенатора и сина чувеног беседника Гаја Асинија Полиона. Имали су најмање шесторицу синова и можда једну или више ћерки. Випсанија Агрипина преминула је 20. године нове ере, неколико дана након што је њен син Друз 28. маја са овацијама ушао у град.
Тиберије је мрзео Гала, делом и зато што је Гал тврдио да је Друз његов син. Године 30, на Тиберијев подстицај, Сенат је прогласио Гала јавним непријатељем. Он је умро од глади у затвору 33. године.

## Деца
Познати синови Випсаније и Гала били су:
- Гај Асиније Полион − Конзул 23. године; прогнан као оптужитељ завере и касније погубљен по наређењу царице Валерије Месалине.
- Марко Асиније Агрипа − Конзул 25. године, преминуо крајем 26. године. Тацит га описује као „не недостојног својих предака”.[8] Његов син, Марко Асиније Марцел, био је конзул 54. године, у време када је цар Клаудије умро.[9]
- Асиније Салонин (могуће Гнеј Асиније Салонин) − Преминуо 22. године. Тацит га описује као „истакнуту” личност. Салонин је требало да се ожени једном од унука цара Тиберија.[10]
- Сервиније Асиније Целер − Био је consul suffectus 38. године. Од цара Калигуле купио је рибу по огромној цени.[11] Спомиње се у Сенекиној сатири Апоколоцинтоза божанског Клаудија, где је наведен међу многима које је тај цар убио; његова смрт се вероватно догодила некад пре средине 47. године. Чини се да је Асиније Целер имао ћерку по имену Асинија Агрипина, иако је њено постојање слабо документовано.
- Асиније Гал (могуће Луције Асиније Гал) − Године 46. учествовао је у завери против Клаудија и био присиљен да оде у изгнанство. Касије Дион га описује као „веома ниског и ружног”.[12] Касније је рехабилитован и постао је конзул 62. године.
- Гнеј Асиније − Његово постојање је забележено од стране житеља Поцуола,[13] чији је патрон био. Осим тога, ништа друго није познато о њему.
- Поред синова, Випсанија и Гал су вероватно имали бар једну ћерку, али можда и више.[14][15] Помпонија Грецина била је истакнута госпа, удата за Аула Плауција, и чини се да је била ћерка једне од ћерки Випсаније.[16] Плауције је био генерал током освајања Британије, за које је добио војне овације. Нерон је погубио њиховог сина, наводно зато што је Агрипина Млађа, Неронова мајка, била заљубљена у њега и подстицала га да се надмеће за престо.[17]

Тацит наводи да је Випсанија била једино Агриппино дете које је умрло природном смрћу. Била је једна од водећих жена свог времена; између 21. и 23. године, њен син Друз је одао почаст у њену успомену са статуама, новчићима и натписима.